# Хизуненко, Владимир Семёнович
Владимир Семенович Хизуненко (род. 12 июня 1932) — украинский советский деятель, председатель Макеевского горисполкома, 1-й секретарь Макеевского горкома КПУ Донецкой области, 1-й заместитель председателя Донецкого облисполкома. Кандидат в члены ЦК КПУ в феврале 1976 — феврале 1981 г.

## Биография
В 1947—1951 годах — ученик Ровеньковского горного техникума Ворошиловградской области.
Член КПСС с 1955 года.
Находился на ответственной советской и партийной работе.
До 1975 года — председатель исполнительного комитета Макеевского городского совета депутатов трудящихся Донецкой области.
В 1975—1977 годах — 1-й секретарь Макеевского городского комитета КПУ Донецкой области.
С 1977 до середины 1980-х годов — 1-й заместитель председателя исполнительного комитета Донецкого областного совета депутатов трудящихся.
Потом — на пенсии в городе Донецке.